# La oración del huerto (El Greco, Londres)
La oración del huerto de Getsemaní es una obra del Greco o de uno de sus oficiales, realizada entre 1589 y 1590, durante el segundo período toledano del pintor. Forma parte de la colección de la National Gallery de Londres.

## Tema de la obra
El episodio de la oración del huerto de Getsemaní está narrado en los cuatro evangelios canónicos, brevemente en el evangelio de Juan (Jn 18: 1-3)  y de forma más detallada en los otros tres. La pintura del Greco se basa en el evangelio de Lucas (Lc 22: 39-46), representando a Jesús arrodillado, y no prosternado, como lo narran el.evangelio de Mateo (Mt 26:36-46) y el evangelio de Marcos (14; 32-42).

## Introducción
En su catálogo razonado de obras del Greco, Harold Wethey distingue dos tipos bastante diferentes sobre este tema. El tipo I comprende tres pinturas de formato apaisado —una de ellas es la presente obra— mientras que los lienzos de formato vertical componen el tipo II.

## Análisis de la obra

### Datos técnicos y registrales
- National Gallery de Londres, n º. de inventario: NG3476;[6]
- Pintura al óleo sobre lienzo;
- Dimensiones: 102 × 131 cm;
- Datación: hacia 1590-1595; (1590s., según el museo);
- Catalogado por Wethey con el n º.30 y por Tiziana Frati con el n º.90-b.[7]

### Descripción de la obra
Jesús —sumido en éxtasis— eleva su mirada hacia el cielo, desde donde proviene un rayo de luz. A su derecha, Pedro, Juan y Santiago están dentro de una cavidad en forma de óvalo. Sobre una roca encima de los tres apóstoles aparece un ángel, que sostiene un cáliz en su mano izquierda. Está bañado por una luz sobrenatural, y viste de amarillo sobre una túnica blanca. Jesús no parece angustiado, a pesar de que el ángel le muestra el cáliz de la Pasión. El paisaje es árido, con escasa vegetación, y está formado por pequeñas lomas bajo un celaje iluminado por la luna llena.. La roca detrás de Cristo parece su propia sombra, agigantada y convertida en piedra.  Al fondo, y tras la gran roca, se aprecia a Judas Iscariote, guiando a las tropas que van a prender al Mesías.

## Procedencia
1. Convento de las Salesas Nuevas (Madrid);
2. Fue seguramente comprado en mayo de 1919, por Lionel Harris;
3. Adquirido a Lionel Harris en noviembre de 1919.

## Atribución de la obra
Existen dudas sobre la atribución de esta pintura al Greco y de la participación en ella de sus oficiales, tal vez Luis Tristán. La National Gallery de Londres la atribuye al taller del Greco.